# Musée d'art moderne de Buenos Aires
 (février 2025).
Si vous disposez d'ouvrages ou d'articles de référence ou si vous connaissez des sites web de qualité traitant du thème abordé ici, merci de compléter l'article en donnant les références utiles à sa vérifiabilité et en les liant à la section « Notes et références ».
Le Musée d'art moderne de Buenos Aires, aussi connu sous le nom de Museo de Arte Moderno de Buenos Aires (MAMBA), est un musée d'art moderne situé dans le quartier de San Telmo à Buenos Aires, en Argentine.

## Histoire
Le musée a ouvert ses portes le 11 avril 1956 et est le résultat d'une initiative du sculpteur et diplomate Pablo Curatella Manes et du critique d'art Rafael Squirru, qui en fut le premier directeur. Initialement situé dans la galerie Witcomb de Buenos Aires, le musée a ensuite été installé dans le centre culturel San Martín. Le musée a déménagé à son emplacement actuel, un ancien bureau de tabac Nobleza Piccardo, dans le quartier de San Telmo, en 1986.
Après une rénovation qui a coûté 15 millions de dollars sur cinq ans, le bâtiment principal du musée a été rouvert au public le 23 décembre 2010. Les futurs plans d'agrandissement incluent un ajout qui quadruplerait ses 3 000 m² d'espace existants, et absorberait l'annexe de la bibliothèque et des archives, actuellement située au 963, rue Adolfo Alsina.

## Collections et expositions
Ses collections comprennent plus de 6 000 œuvres, parmi lesquelles celles de Josef Albers, Antonio Berni, Pablo Curatella Manes, Simona Ertan, Raquel Forner, Romulo Macció, Marcelo Pombo, Marta Minujín, Emilio Pettoruti, Xul Solar et Wassily Kandinsky, parmi de nombreux autres artistes.